# Prix Henri-Malherbe

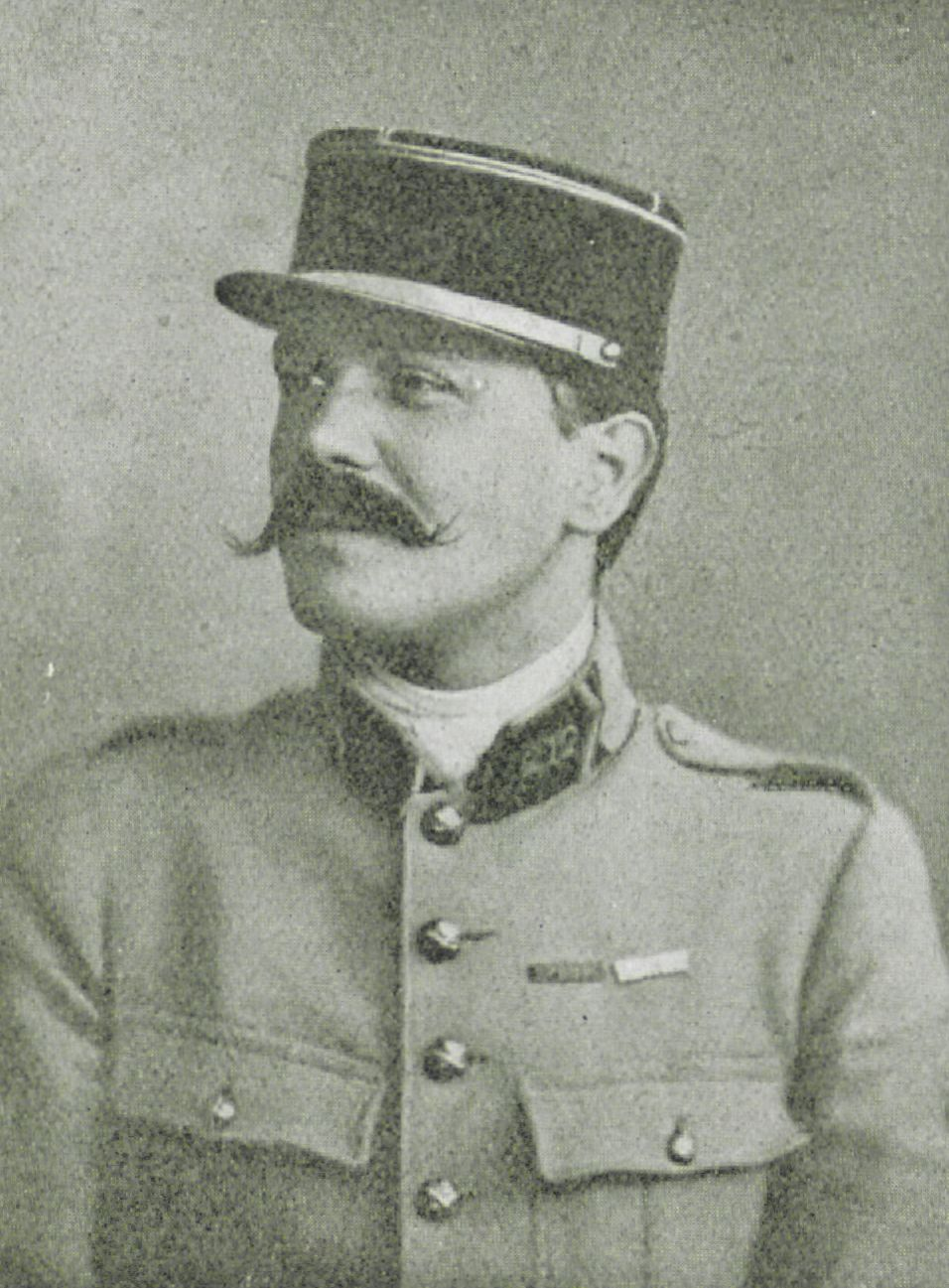
Henry Malherbe (vers 1917)

Le prix Henri-Malherbe est un prix littéraire créé en 1953 à l’initiative de l’Association des écrivains combattants. Il est remis chaque année à l’occasion de l'assemblée générale de l’association et porte le nom de l’écrivain Henri Malherbe, qui reçut le prix Goncourt en 1917. Le prix Henri Malherbe est réservé à un essai.

## Liste des lauréats

### Années 1960
- 1963 - Bernard Gavoty
- 1964 - Jean Toulat
- 1965 - André Jean Ducasse
- 1966 - René-Gustave Nobécourt
- 1967 - André Latreille
- 1968 - André Brissaud, 1918. Pourquoi la Victoire ?, Plon
- 1969 - Janine Weill

### Années 1970
- 1970 - Louise Weiss
- 1971 - Christian Bernadac
- 1972 - Raymond Leopold Bruckberger
- 1973 - Pierre Billotte
- 1974 - Alain Griotteray
- 1975 - Georges Poisson, Monsieur de Saint-Simon, Berger-Levrault
- 1976 - Michel Droit, La coupe est pleine, France-Empire
- 1977 - Pierre-Paul Grassé, Le triomphe de Freud, Albin-Michel
- 1978 - Jean-Émile Charon, L'Esprit cet inconnu, Albin-Michel
- 1979 - André Piettre, Église missionnaire ou église démissionnaire, France-Empire

### Années 1980
- 1980 - Suzanne Labin, La Violence politique, France-Empire
- 1981 - André Gillois, Ce siècle avait deux ans, Pierre Belfond
- 1982 - Frédérique Hébrard, La Chambre de Goethe, Flammarion
- 1983 - Jacques Bloch-Morange, La Grenouille et le scorpion, France-Empire
- 1984 - Yves Coppens, Le singe, l'Afrique et l'homme, Fayard
- 1985 - Jean Hamburger, La raison et la passion, Seuil
- 1986 - Jean-André Renoux, La Guyane, de l'âge de pierre à l'âge du futur, Cerdicim
- 1987 - Bernard Destremau, Le 5e set, L'Harmattan
- 1987 - Albert Chambon, Oui, je crois, Cerf
- 1988 - Claude des Presles, Les Sully, France-Empire
- 1989 - Pierre Deniker

### Années 1990
- 1990 - Anne Muratori-Philip, L'Hôtel des Invalides, Complexe
- 1991 - Jean-Jacques Antier
- 1992 - Bernard Pierre, Roman du Gange, Plon
- 1993 - Jacques Chaban-Delmas
- 1994 - Michel Debré
- 1995 - Alain Peyrefitte
- 1996 - Jean-Pierre Bois, Fontenoy, Economica
- 1998 - Hélène Simon, Auguste Pavie, Éd. Ouest-France
- 1999 - Claire Daudin, Georges Bernanos, une parole libre, Desclée de Brouwer

### Années 2000
- 2001 - Etienne de Montety
- 2002 - Xavier Boniface
- 2003 - Philippe Masson
- 2004 - Arnaud Teyssier, Lyautey, Perrin
- 2005 - François Kersaudy, De Gaulle et Roosevelt, Plon
- 2006 - Annie Laurent, L'Europe malade de la Turquie, Éd. de Guibert
- 2008 - Stéphanie Petit, Les veuves de la Grande Guerre, Éd. du Cygne
- 2009 - Nicolas Beaupré, Écrire en guerre, écrire la guerre. France Allemagne 1914-1920, CNRS Éd.

### Années 2010
- 2010 - Antony Beevor, D-Day et la bataille de Normandie, Calmann-Lévy
- 2011 - Valéry Giscard d'Estaing, La Victoire de la Grande Armée, Plon
- 2012 - Paul-François Paoli, La Tyrannie de la Faiblesse, François Bourin
- 2013 - François d'Orcival, L'Élysée fantôme, Robert Laffont
- 2014 - Alain Gérard, Vendée. Les archives de l'extermination, Éd. du Centre vendéen de recherches historiques
- 2015 - François-Xavier Bellamy, Les Déshérités, Plon
- 2016 - Arnaud Benedetti et Charles-Louis Foulon, L'Ordre républicain dans les circonstances exceptionnelles, Economica
- 2017 - Jean-Noël Jeanneney, Un attentat. Petit Clamart, 22 août 1962, Seuil